# کلود بارما
کلود بارما (فرانسوی: Claude Barma‎؛ ‏ ۳ نوامبر ۱۹۱۸ – ۳۰ اوت ۱۹۹۲) کارگردان و فیلم‌نامه‌نویس اهل فرانسه و یکی از نخستین برنامه‌سازان تلویزیون این کشور بود.
از فیلم‌ها یا مجموعه‌های تلویزیونی که وی در آن‌ها نقش داشته‌است، می‌توان به بلفگور یا شبح موزه لوور اشاره نمود.